# Circonscription de Yirba
La circonscription de Yirba est une des 121 circonscriptions législatives de l'État fédéré des nations, nationalités et peuples du Sud, elle se situe dans la Zone Sidama. Son représentant actuel est Seyfu Tadesse Areru.